# CICAP
Italienska kommittén för undersökning av pseudovetenskapliga påståenden (italienska: Comitato Italiano per il Controllo delle Affermazioni sulle Pseudoscienze; CICAP) är en italiensk skeptisk organisation grundad 1989. CICAP:s huvudmål är att främja vetenskaplig och kritisk granskning av pseudovetenskap och paranormala påståenden, med ändamålet att uppmuntra till en mer vetenskaplig attityd och kritiskt tänkade.
CICAP är en av medlemsorganisationerna i European Council of Skeptical Organisations.

## Historia
CICAP grundades 1989 av en grupp vetenskapsmän under ledning av vetenskapsjournalisten Piero Angela.
Ursprungligen var CICAP främst inriktad på parapsykologi (telepati, psykokinesi, etc.), men med tiden började man även ta sig an andra pseudovetenskaper, till exempel alternativmedicin.

## Verksamhet
CICAP:s arbetsområden kan delas in i tre områden:
- Paranormala fenomen
- Pseudovetenskap, till exempel kreationism, alternativmedicin och numerologi.
- Vandringssägner, till exempel sädesfältscirklar och besök från utomjordingar.

## Organisation
Föreningen är egenfinansierad, huvudinkomsterna består av registreringsavifter, donationer, och pengar från försäljning av kurser och publikationer. Huvudkontoret ligger i Padua, och de flesta regioner i Italien har lokala grupper eller avdelningar.